# 鈴木淳之介
鈴木 淳之介（すずき じゅんのすけ、2003年7月12日 - ）は、岐阜県各務原市出身のプロサッカー選手。デンマーク・スーペルリーガ・FCコペンハーゲン所属。ポジションはディフェンダー、ミッドフィールダー。日本代表。

## 来歴
中学校時代までは、学校のクラブ活動ではなく、クラブチームに所属していた（幼稚園から小学校時代はディバイン、中学時代はSC岐阜VAMOS）。高校は「自宅から近い」という理由で帝京大学可児高等学校に進んだが、一度親元から離れるべきという考えから寮生活を送った。2年生の2020年12月に、高校を卒業する2022年から湘南ベルマーレに加入する契約を結んだ。このシーズンの第99回全国高等学校サッカー選手権大会岐阜県予選ではボランチとして出場し、決勝戦では得点につながる働きをしたと評された。続く全国大会では優秀選手の一人に選出された。

### 湘南ベルマーレ
2022年に湘南ベルマーレに加入。加入2年目までは出場機会も多くなかったが、3年目の2024年途中からセンターバックとしての出場機会を増やす。

### コペンハーゲン
2025年7月9日、5年契約でデンマークのFCコペンハーゲンへ完全移籍加入することが発表された。

### 代表
2025年5月23日、2026年FIFAワールドカップ・アジア3次予選に挑む日本代表に初選出され、第10節インドネシア戦に先発出場した。

## 所属クラブ
- FC.DIVINE（各務原市立鵜沼第一小学校）
- SC岐阜VAMOS（各務原市立鵜沼中学校）
- 帝京大学可児高等学校
- 2022年 - 2025年7月  湘南ベルマーレ
- 2025年7月 -  FCコペンハーゲン

## 個人成績
| 国内大会個人成績 | 国内大会個人成績 | 国内大会個人成績 | 国内大会個人成績 | 国内大会個人成績 | 国内大会個人成績 | 国内大会個人成績 | 国内大会個人成績 | 国内大会個人成績 | 国内大会個人成績 | 国内大会個人成績 | 国内大会個人成績 |
| 年度             | クラブ           | 背番号           | リーグ           | リーグ戦         | リーグ戦         | リーグ杯         | リーグ杯         | オープン杯       | オープン杯       | 期間通算         | 期間通算         |
| 年度             | クラブ           | 背番号           | リーグ           | 出場             | 得点             | 出場             | 得点             | 出場             | 得点             | 出場             | 得点             |
| 日本             | 日本             | 日本             | 日本             | リーグ戦         | リーグ戦         | リーグ杯         | リーグ杯         | 天皇杯           | 天皇杯           | 期間通算         | 期間通算         |
| ---------------- | ---------------- | ---------------- | ---------------- | ---------------- | ---------------- | ---------------- | ---------------- | ---------------- | ---------------- | ---------------- | ---------------- |
| 2022             | 湘南             | 30               | J1               | 0                | 0                | 0                | 0                | 1                | 0                | 1                | 0                |
| 2023             | 湘南             | 30               | J1               | 5                | 0                | 3                | 0                | 2                | 0                | 10               | 0                |
| 2024             | 湘南             | 30               | J1               | 23               | 0                | 0                | 0                | 2                | 0                | 25               | 0                |
| 2025             | 湘南             | 5                | J1               | 21               | 0                | 3                | 0                | 0                | 0                | 24               | 0                |
| 通算             | 日本             | 日本             | J1               | 49               | 0                | 6                | 0                | 5                | 0                | 60               | 0                |
| 総通算           | 総通算           | 総通算           | 総通算           | 49               | 0                | 6                | 0                | 5                | 0                | 60               | 0                |

出場歴
- Jリーグ初出場 - 2023年2月18日 J1第1節 サガン鳥栖戦 (駅前不動産スタジアム)

## タイトル

### 個人
- 全国高等学校サッカー選手権大会・優秀選手（2021年、2022年）

## 代表歴
- U-18日本代表
  - 福島キャンプ（2021年）
- 日本代表
  - 2026 FIFAワールドカップ・アジア3次予選（2025年）

### 試合数
- 国際Aマッチ 1試合 0得点（2025年 - ）

| 日本代表 | 国際Aマッチ | 国際Aマッチ |
| 年       | 出場        | 得点        |
| -------- | ----------- | ----------- |
| 2025     | 1           | 0           |
| 通算     | 1           | 0           |

### 出場
| No. | 開催日        | 開催都市 | スタジアム                 | 対戦国       | 結果 | 監督   | 大会                                   |
| --- | ------------- | -------- | -------------------------- | ------------ | ---- | ------ | -------------------------------------- |
| 1.  | 2025年6月10日 | 吹田     | 市立吹田サッカースタジアム | インドネシア | ○6-0 | 森保一 | 2026 FIFAワールドカップ・アジア3次予選 |